# 朱晋佑
朱 晋佑（チュ・ジヌ、朝鮮語: 주진우、1975年5月25日 - ）は、大韓民国の検察官、弁護士、公務員、政治家。国民の力所属の第22代韓国国会議員。

## 経歴
釜山大淵高等学校、ソウル大学校法学科卒。ソウル中央地方検察庁検事、法務部法務課検事、金融委員会資本市場調査担当官、大統領秘書室民政首席室選任行政官、釜山地方検察庁東部支庁副部長検事、ソウル東部地方検察庁刑事6部部長検事、ソウル大学校法学専門大学院兼任教授、朱晋佑法律事務所弁護士、大統領秘書室法律秘書官などを務めた。

## エピソード
2024年、海兵隊員の殉職についての国会討論で、発言は海兵隊員の死亡を「軍事装備の損壊」に例えたとも解釈されるため、共に民主党側から「人命軽視」などの批判を受けた。朱側は言葉を勝手に歪曲されたと反発した。